# Don Juan y su bella dama
Don Juan y su bella dama è una telenovela argentina prodotta nel 2008 e trasmessa dal canale Telefe dal 17 marzo 2008 al 9 marzo 2009. Ha come protagonisti Joaquín Furriel e Romina Gaetani e come antagonisti Isabel Macedo, Benjamín Vicuña e Raúl Rizzo. È stata trasmessa anche in Romania, Russia, Israele ed altri paesi.
Ha avuto une media di 13.0 come rating. L'episodio finale ha registrato 24.1 punti e uno share di 49.2%. La telenovela ha avuto un adattamento in Germania dal titolo Lena - Amore della mia vita (Lena – Liebe meines Lebens).
Racconta la storia di Juan che si innamora di Josefina ma la sua matrigna Graciela, innamorata di lui, vuole fare di tutto per conquistarlo. Josefina nel frattempo esce con Franco in accordo con il padre, la vuole sposare per accudire il figlio Tommy.
La serie e gli attori che la interpretano hanno ricevuto delle nomination. Nel 2008 la serie e l'attore Michel Noher hanno ricevuto una candidatura al Premio Clarín. Al Premio Martín Fierro 2008  e al Premio Martín Fierro 2009 la serie ha ricevuto una nomination ciascuna, come le attrici Isabel Macedo e Romina Gaetani e l'attore Joaquín Furriel.